# Pietro Maria Fragnelli
Pietro Maria Fragnelli (Crispiano, 9 marzo 1952) è un vescovo cattolico italiano, dal 24 settembre 2013 vescovo di Trapani.

## Biografia
Nasce a Crispiano, in provincia ed arcidiocesi di Taranto, il 9 marzo 1952.

### Formazione e ministero sacerdotale
Dopo aver frequentato il ginnasio presso il seminario di Taranto e il liceo classico del seminario regionale di Molfetta, accede al Pontificio Seminario Romano Maggiore.
Ottiene il baccellierato in filosofia e in teologia alla Pontificia Università Lateranense, la licenza in scienze bibliche al Pontificio Istituto Biblico e la laurea in filosofia all'Università "La Sapienza" di Roma.
Il 26 giugno 1977 è ordinato presbitero per l'arcidiocesi di Taranto.
Dal 1979 al 1983 è vicario parrocchiale nella parrocchia di Sant'Antonio a Taranto, assistente diocesano della FUCI e insegnante di religione al liceo classico "Q. Ennio" di Taranto. Negli stessi anni è collaboratore del settimanale diocesano "Nuovo Dialogo" di Taranto, di cui diventa direttore nel 1982. Dal 1983 al 1986 è parroco della parrocchia di Santissima Croce, alla periferia di Taranto.
Nel 1987 si trasferisce a Roma, dove presta per nove anni la sua opera come officiale della sezione per gli affari generali della Segreteria di Stato della Santa Sede. È stato poi nominato padre spirituale del Pontificio Seminario Romano Maggiore, del quale diviene rettore nel 1996.

### Ministero episcopale
Il 14 febbraio 2003 papa Giovanni Paolo II lo nomina vescovo di Castellaneta; succede a Martino Scarafile, dimessosi per raggiunti limiti di età. Il 29 marzo seguente riceve l'ordinazione episcopale, nello stadio comunale "Giovanni De Bellis" a Castellaneta, dal cardinale Camillo Ruini, coconsacranti l'arcivescovo Benigno Luigi Papa e il vescovo Martino Scarafile. Durante la stessa celebrazione prende possesso della diocesi.
Dal 27 novembre 2004 al 29 agosto 2005 e dal 19 settembre 2009 al 24 aprile 2010 ricopre anche l'ufficio di amministratore apostolico di Oria.
Il 24 settembre 2013 papa Francesco lo nomina vescovo di Trapani; succede all'amministratore apostolico Alessandro Plotti. Il 3 novembre successivo prende possesso della diocesi.
Nel maggio 2015 è nominato presidente della Commissione episcopale per la famiglia, i giovani e la vita della Conferenza Episcopale Italiana e, in quanto tale, è stato membro del Consiglio episcopale permanente della CEI; ricopre l'incarico fino al 26 maggio 2021. È membro della Conferenza episcopale siciliana.
Nel 2016 pubblica un commento al testo Amoris Laetitia di papa Francesco.

## Genealogia episcopale
La genealogia episcopale è:
- Cardinale Scipione Rebiba
- Cardinale Giulio Antonio Santori
- Cardinale Girolamo Bernerio, O.P.
- Arcivescovo Galeazzo Sanvitale
- Cardinale Ludovico Ludovisi
- Cardinale Luigi Caetani
- Cardinale Ulderico Carpegna
- Cardinale Paluzzo Paluzzi Altieri degli Albertoni
- Papa Benedetto XIII
- Papa Benedetto XIV
- Papa Clemente XIII
- Cardinale Bernardino Giraud
- Cardinale Alessandro Mattei
- Cardinale Pietro Francesco Galleffi
- Cardinale Giacomo Filippo Fransoni
- Cardinale Carlo Sacconi
- Cardinale Edward Henry Howard
- Cardinale Mariano Rampolla del Tindaro
- Cardinale Gennaro Granito Pignatelli di Belmonte
- Cardinale Pietro Boetto, S.I.
- Cardinale Giuseppe Siri
- Cardinale Giacomo Lercaro
- Vescovo Gilberto Baroni
- Cardinale Camillo Ruini
- Vescovo Pietro Maria Fragnelli

## Araldica
| Stemma | Descrizione |
| ------ | --- |
|        | Nello stemma vi sono: - nella parte superiore lo sfondo rosso, che è simbolo dell'amore di Dio; l'Agnello immolato e ferito ma in piedi, ad indicare la vittoria del Cristo sulla morte, con lo stendardo del vincitore; le sette sfere, che indicano i sette doni dello Spirito Santo - nella parte inferiore il cielo e il mare pugliesi e siciliani; il verde delle terre a lui affidate; il colle e la stella mariana, ad indicare come Maria sia la stella posta in cima per indicarci la retta via. Il motto Cum omni fiducia è tratto dagli Atti degli Apostoli e si può tradurre con: Con tutta la franchezza. |